# Ceresco (Nebraska)
Ceresco je selo u američkoj saveznoj državi Nebraska. Prema popisu stanovništva iz 2010. u njemu je živjelo 889 stanovnika.